# Heterocallia deficiens
Heterocallia deficiens là một loài bướm đêm trong họ Geometridae.